# Stephen Andrew Renvoize
Stephen Andrew Renvoize, född 1944, är en brittisk botaniker.
Auktorsnamnet Renvoize kan användas för Stephen Andrew Renvoize i samband med ett vetenskapligt namn inom botaniken; se Wikipediaartiklar som länkar till auktorsnamnet.
Han har enligt IPNI beskrivit 361 arter.
Han är ledamot i Linnean Society.

## Publikationer[3]
- Flora of Ecuador, subfam. Panicoideae
- Flora of tropical East Africa
- 1999 W. D. Clayton & S. A. Renvoize: Genera Graminum
- Genera graminum i Grasses of the world
- Gramineae
- Hatschbach's Paraná grass i The flora of Aldabra and neighbouring islands
- The grasses of Bahia